# لسان العجم
لسان العجم قاموس في اللغة الفارسية ألفه بالتركية في مجلدين حسن شعوري عام 1155 هـ الموافق 1742.